# Pištín
Pištín je obec ležící v okrese České Budějovice v Jihočeském kraji, zhruba 3,5 km jihozápadně od Zlivi a 13 km severozápadně od Českých Budějovic, u silnice I/20, která spojuje toto krajské město a Vodňany. Žije zde 662 obyvatel. Pištín patří mezi devět historických vesnic, počítaných k oblasti tzv. Zbudovských Blat.

## Místní části
Obec Pištín se skládá ze čtyř částí na třech katastrálních územích:
- Češnovice (i název k. ú.)
- Pašice (i název k. ú.)
- Pištín (i název k. ú.)
- Zálužice (leží v k. ú. Češnovice)

## Historie
První písemná zmínka o Pištíně (Piechin) pochází z roku 1261, kdy se připomíná zdejší plebán Václav. Dle jazykovědce Antonína Profouse pochází název vsi od osobního jména Piesta (Písta). Podle urbáře pánů z Hradce, který vznikl před rokem 1592, byla v Pištíně rychta, pod kterou patřily Češňovice, Záluží, Břehov a Jaronice. V předbělohorské době byli v Pištíně kališníci. Pištínské matriky zachránil při požáru fary v roce 1752 farář Josef Schneltzer, rodák z Chvalšin, který za dva roky na to na následky zdravotního postižení, vzniklého požárem, umřel. V roce 1833 navštívil obec císař František I. s chotí. V červnu 1924 se zde na své cestě do Českých Budějovic zastavil prezident republiky T. G. Masaryk.
Škola se v Pištíně poprvé připomíná v roce 1641. Její historie se uzavřela roku 1977, kdy začala zdejší děti dojíždět za vyučováním do Zlivi. Budova školy je dnes sídlem obecního úřadu.
Po zrušení poddanského vztahu ke schwarzenberskému panství Hluboká nad Vltavou tvořil Pištín v letech 1850 až 1976 samostatnou obec, v období od 30. dubna 1976 do 23. listopadu 1990 byl spolu se svými osadami připojen k městu Zliv, status obce znovu nabyl ke dni 24. listopadu 1990. V letech 1943-45 patřila k Pištínu osada Malé Chrášťany. V roce 1960 byly k obci připojeny Češnovice, Pašice a Zálužice.
V roce 1992 byl vybudován vodovod, napájený z vodní nádrže Římov, roku 1994 provedena plynofikace obce.

## Pamětihodnosti

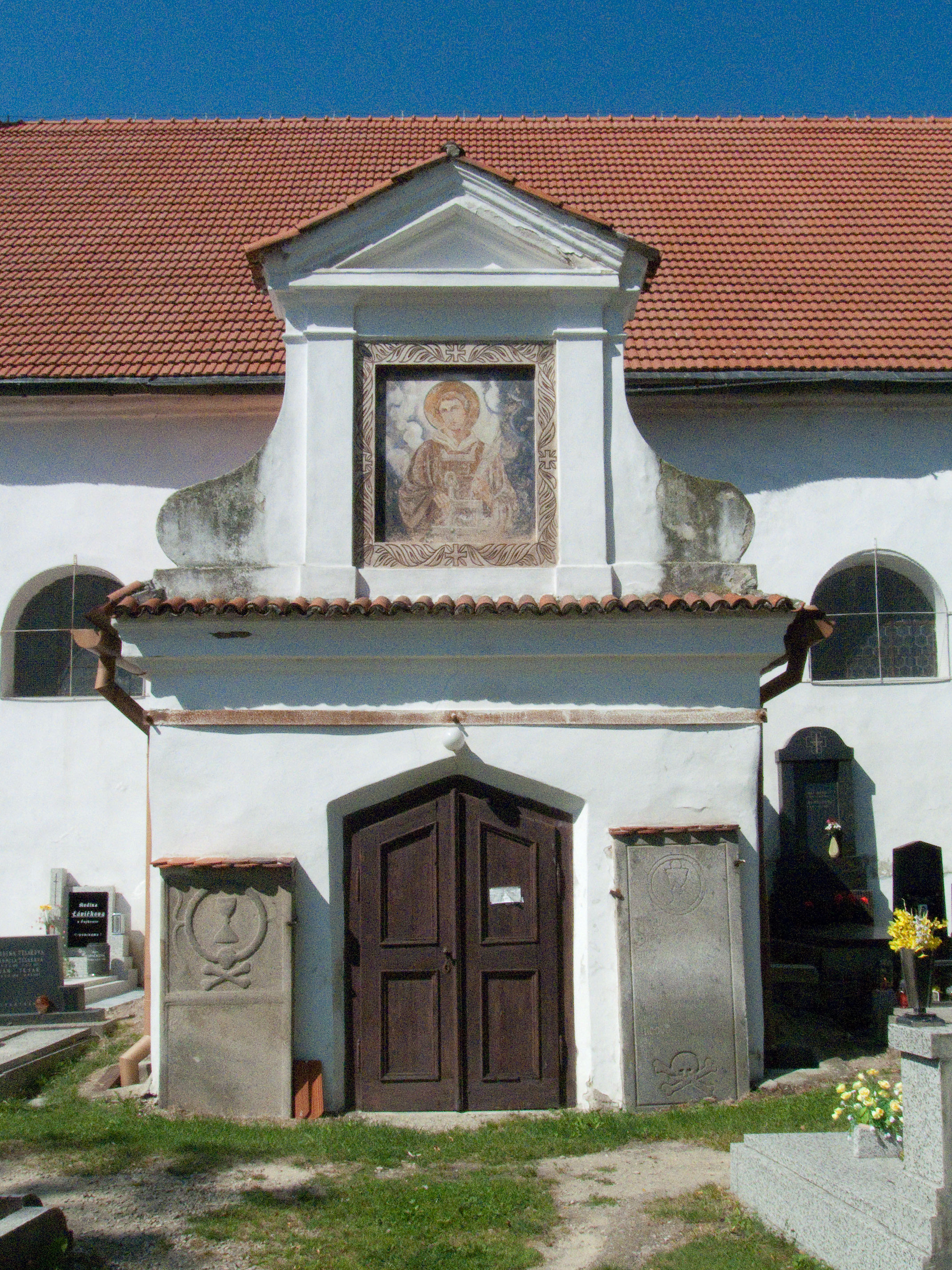
Vchod do kostela

- Farní kostel sv. Vavřince, obklopený ohrazeným hřbitovem, stojí uprostřed návsi. Jde o jednolodní stavbu s pětiboce ukončeným presbytářem, obdélnou sakristií po severní straně, předsíní po straně jižní a hranolovou věží vystupující před západní průčelí. Z prvotní románské podoby kostela se dochovala část zdiva lodi. V první polovině 14. století byl kostel goticky přestavěn, dále upravován kolem roku 1700 (štuková výzdoba lodi) a zejména roku 1753 po předchozím požáru (věž a předsíň). Věž, vysoká 36 metrů, je od roku 1846 osazena hodinami, z původních čtyř zvonů se vinou válečných rekvizicí dochovaly pouze dva. K farnosti kromě vsí, tvořících obec Pištín, patří Břehov, Čejkovice, Dehtáře a Zliv.
- Statky ve stylu selského baroka
- Pomník padlým v první světové válce z roku 1920, na návsi